# Dicht bij jou
Dicht bij jou is een album van Frans Bauer uit het jaar 2002.
De hit "Heb je even voor mij" is afkomstig van dit album.
Frans Bauer neemt op 19 januari 2003 in Heerlen een platina plaat in ontvangst voor de verkoop van meer dan 80.000 exemplaren van dit album. In België behaalt de plaat met een verkoop van 25.000 exemplaren een gouden status.

## Nummers
1. Eens schijnt voor jou de zon
2. Het leven gaat niet over rozen
3. Heb je even voor mij
4. Ik hoor nog steeds jou naam
5. Vraag mij niet jou te vergeten
6. Vandaag is mijn dag
7. Een moeder ben je niet maar even
8. Geef me nog een minuut van de tijd
9. Jouw hart is als chocolade
10. Laat me nog 'n beetje vrij
11. Jij straalt meer dan het sterrenlicht
12. Laat nu dan geen tranen meer
13. Adios my love
14. Zeven rozen, zeven jaren
15. Ik heb vannacht in mijn dromen een engel gezien